# Câmp solenoidal

Exemplu de câmp vectorial solenoidal,

Un câmp vectorial {\displaystyle {\vec {V}}(P)}, diferențiabil într-un domeniu {\displaystyle D}, se numește solenoidal sau laplacian în acest domeniu, dacă {\displaystyle \nabla \cdot {\vec {V}}=0} în toate punctele {\displaystyle P\in D}.
Un exemplu concret este câmp magnetic.